# Refreshers

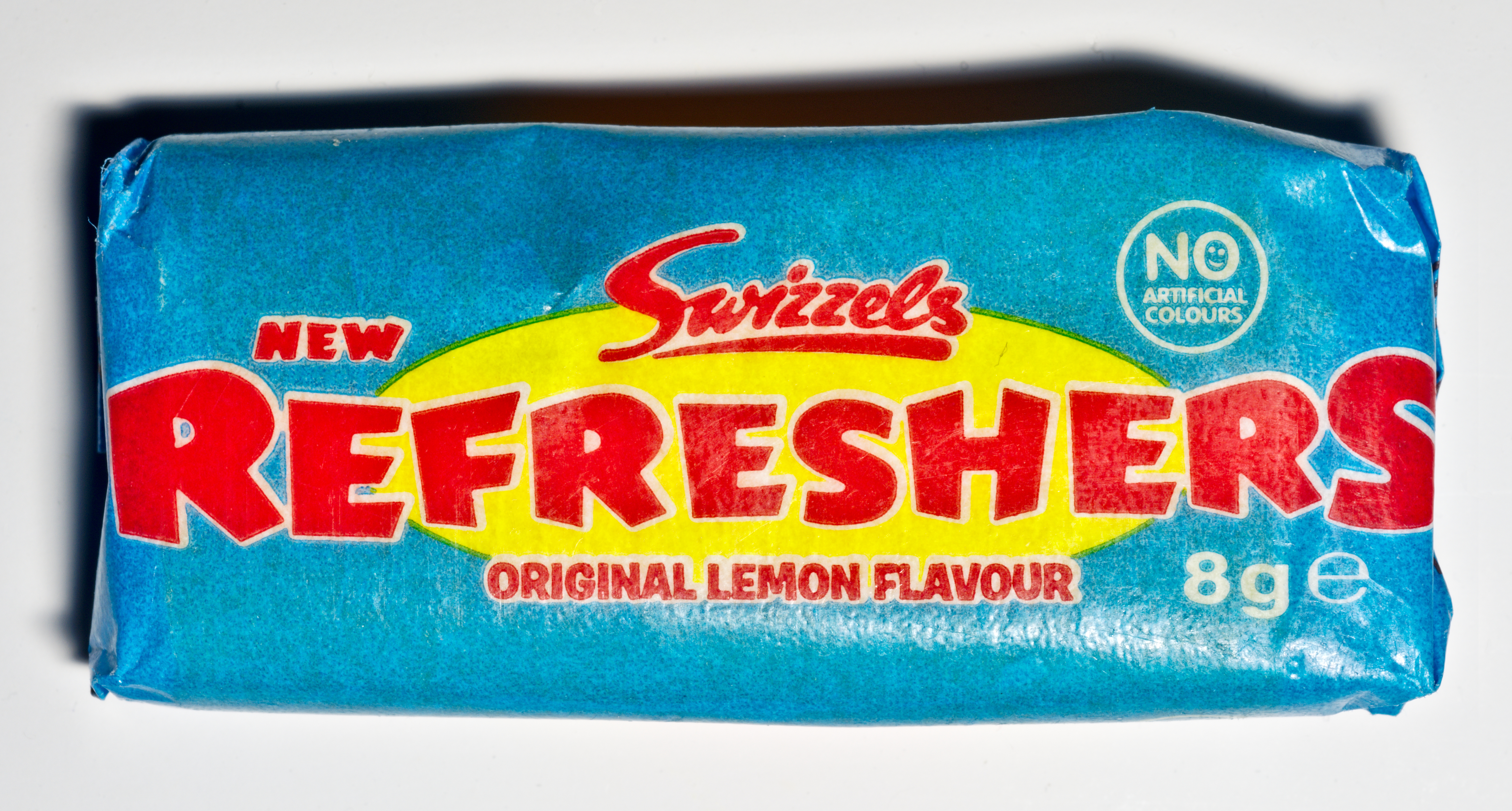
New Refreshers original med citronsmak.

Refreshers är ett slags kolagodis med fruktsmak som kan köpas styckvis. Originalet består av rektangulär vit citronkola inslagen i papper, men den produceras i olika storlekar och smaker. Refreshers tillverkas och marknadsförs av brittiska Swizzels Matlow.
Ingrediensförteckning: Stärkelsesirap, socker, vegetabiliskt fett, citronsyra, gelatin, modifierat sojaprotein, modifierad stärkelse, glycerol monostearat, E100.[källa behövs]